# NGC 3433
NGC 3433 је спирална галаксија у сазвежђу Лав која се налази на NGC листи објеката дубоког неба.
Деклинација објекта је + 10° 8' 52" а ректасцензија 10h 52m 4,0s. Привидна величина (магнитуда) објекта NGC 3433 износи 11,8 а фотографска магнитуда 12,5. Налази се на удаљености од 39,5000 милиона парсека од Сунца. NGC 3433 је још познат и под ознакама UGC 5981, MCG 2-28-23, CGCG 66-48, PGC 32605.